# هواة الإذاعة الجزائريون
هُوَاةُ الإذَاعَةِ الجَزَائِرِيُّونَ جمعية وطنية غير ربحية يقع مقرها في بالجزائر العاصمة تأسست يوم 23 مارس 1963. كان محمد يعقوبي أول رئيس لها لغاية سنة 2000. الرئيس الحالي للجمعية هو السيد عفيف بن لاغا.
تعمل بوصاية إدارية للوكالة الوطنية للذبذبات التابعة لوزارة البريد وتكنولوجيا الاتصالات. هي عضو في الاتحاد العالمي لهواة الاتصال اللاسلكي IARU. معرف اتصالها هو 7X2ARA.

## أهداف
- تهتم بإقامة التواصل عن طريق اللاسلكي مع جميع الهواة في العالم وبالتالي تتكلف باستقبال وإرسال بطاقات التأكيد QSL.
- تقوم بتقديم دروس تحضيرية لأجل اجتياز امتحان "متعامل عن طريق الإذاعة".[مبهم] كما
- تقوم بتنظيم دورات تدريبية.
- يتمثل دورها الاجتماعي في التوعية والتحضير الميداني لأجل المساهمة بشكل فعال أثناء وقوع الكوارث الطبيعية حيث يتجند هواة الإذاعة لتغطية الاتصال في حال انقطاع وسائل الاتصال الأخرى.
- تسهر الجمعية على تغطية النشاط الكشفي الجمبوري على الهواء (jota) والذي يقام يومي نهاية الأسبوع الثالث من شهر أكتوبر من كل سنة. آخر نهاية أسبوع من كل شهر ماي هو اليوم السنوي المخصص لـ "يوم المروج".
- للجمعية عدة نواد في العديد من الولايات.

## وصلات خارجية
- الموقع الرسمي لهواة الإذاعة الجزائريين